# Marvin Ott
Marvin Ott (* in Heilbronn) ist ein Bühnen- und Kostümbildner für Theater, Oper und Tanz. Er arbeitet u. a. an der Staatsoper Hannover.

## Künstlerischer Werdegang
Ott absolvierte am Stadttheater Heilbronn eine Ausbildung zum Raumausstatter. Im Anschluss studierte er Szenografie bei Prof. Colin Walker an der Hochschule Hannover und assistierte an der Staatsoper Hannover. Arbeiten von Ott waren bisher an verschiedenen Theatern und Opernhäusern zu sehen. Eine enge Zusammenarbeit verbindet ihn mit dem Theaterregisseur Kornelius Eich und Choreograf Marco Goecke.

## Arbeiten (Auswahl)
- 2017 Bühne für Überzeugungstäter am Staatstheater Braunschweig | Regie: Auftrag:Lorey[2]
- 2017 Bühne und Kostüme für Träume werden Wirklichkeit von Christian Lollike am Staatstheater Braunschweig | Regie: Elyn Friedrichs[3]
- 2021 Bühne und Kostüme für Stimmen: Liebeslieder an der Staatsoper Hannover | Regie: Martin Mutschler[4]
- 2021 Bühne für Ich bin der Wind von Jon Fosse am Theater Landungsbrücken Frankfurt | Regie: Kornelius Eich[5]
- 2022 Bühne für Das weiße Dorf von Teresa Dopler am Theater Landungsbrücken Frankfurt | Regie: Kornelius Eich[6]
- 2022 Bühne und Kostüme für A WILDE STORY am Staatsballett Hannover | Ballett von Marco Goecke[7]
- 2023 Ausstattung und Design für den Opernball Bésame mucho an der Staatsoper Hannover[8]
- 2023 Bühne für Demian von Hermann Hesse am Theater Landungsbrücken Frankfurt und am Stadttheater Bremerhaven | Regie: Kornelius Eich[9]
- 2023 Bühne für Der Zauberer von Oz nach Lyman Frank Baum am Landestheater Coburg | Regie: Matthias Straub[10]
- 2023 Bühne für Hänsel und Gretel von Engelbert Humperdinck am Landestheater Coburg | Musikalische Leitung: Daniel Carter / Regie: Neil Barry Moss[11]
- 2023 Bühne für Zur Nacht von Evelyne de la Chenelière am Theater Landungsbrücken Frankfurt | Regie: Kornelius Eich[12]
- 2024 Ausstattung und Design für den Opernball Let the Sunshine In an der Staatsoper Hannover[13]
- 2024 Bühne für Break of Day von Fredrik Brattberg am Anhaltischen Theater Dessau | Regie: Kornelius Eich[14]
- 2024 Bühne für The Convert von Krystian Lada nach Stefan Hertmans am Theater Bielefeld | Musikalische Leitung: Anne Hinrichsen / Regie: Nick Westbrock[15]
- 2024 Bühne und Kostüme für Die Laborantin von Ella Road am Theater Kiel | Regie: Marie Schwesinger[16]
- 2024 Bühne für Pippi Langstrumpf von Astrid Lindgren am Theater Bielefeld | Regie: Nick Westbrock[17]
- 2025 Bühne für Wolf von Saša Stanišić am Theater Bielefeld | Regie: Nadja Loschky[18]
- 2025 Le Sacre du Printemps am Gärtnerplatztheater in München | Ballett von Marco Goecke[13][19]